# 贾恩卡洛·冈萨雷斯
贾恩卡洛·冈萨雷斯（西班牙語：Giancarlo González，1988年2月8日—），哥斯达黎加男子足球运动员，司职后卫。他曾代表哥斯达黎加参加2014年和2018年国际足联世界杯，其中2014年世界杯进入八强，2018年世界杯止步小组赛阶段。

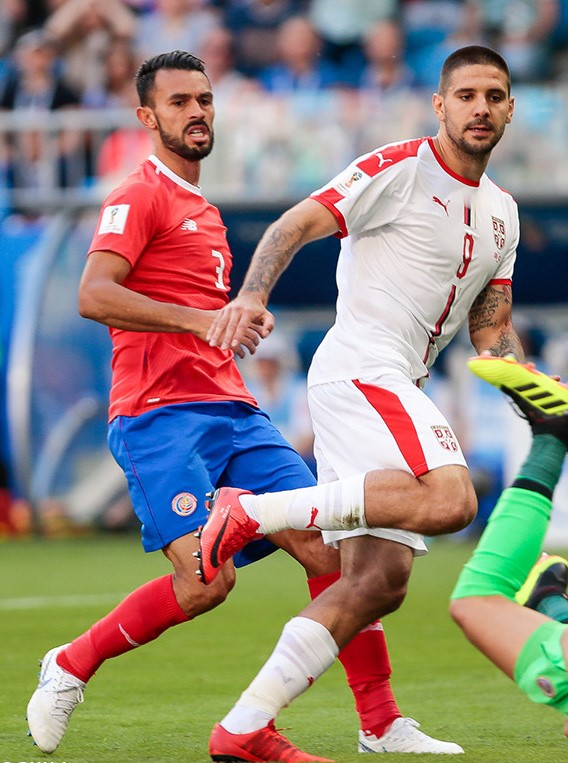
左邊